# Petr Dvořák (hudebník)
Petr Dvořák (* 12. dubna 1950 Praha) je český hudebník, skladatel, hudební aranžér a producent. Společně s Pavlem Růžičkou tvoří pod uměleckou značkou Petr a Pavel Orm, respektive ORM.